# تابوبيا ذهبية الأوبار
تابوبيا ذهبية (الاسم العلمي: Tabebuia chrysotricha) هي نوع من النباتات.